# Конклав 1939 года
Папский Конклав 1939 года был созван накануне Второй мировой войны, в связи со смертью папы римского Пия XI 10 февраля этого же года в Апостольском дворце. Конклав, чтобы избрать преемника Пия XI, начал работу 1 марта и закончил днём позже, 2 марта, после трёх избирательных баллотировок. Кардиналы избрали новым римским папой кардинала Эудженио Пачелли, тогда камерленго и государственного секретаря Ватикана. Он принял избрание и взял папское имя Пий XII.

## КонклавнаканунеВторой мировой
Как и в случае с Пием X, когда он умер в 1914 году, Пий XI был довольно упрямым человеком, сугубо деловым понтификом, и тогда кардиналы, все шестьдесят два которые участвовали в Конклаве, собранные в Сикстинской капелле, решили, что они нуждаются в умелом и осторожном дипломате, который мог бы провести их через предстоящую войну.
Среди вероятных претендентов на папство были Август Хлонд — архиепископ Гнезно-Познанский, Карл Йозеф Шульте — архиепископ Кёльнский, куриальный кардинал Эжен Тиссеран, Ильдефонсо Шустер — архиепископ Миланский, Адеодато Джованни Пьяцца — патриарх Венеции, Маурилио Фоссати — архиепископ Туринский и камерленго и кардинал-государственный секретарь Эудженио Пачелли. Перспектива неитальянского папы римского (последним который, до этого момента, был папа римский Адриан VI в 1522 году) рассматривалась лучше в 1939 году чем на предыдущих Конклавах.
Кардинал Пачелли получил 35 голосов на первой избирательной баллотировке, а другие голоса отошли к Луиджи Мальоне, Элиа Далла Косте — архиепископу Флоренции, и Жану-Мари-Родригу Вильнёву — архиепископу Квебекскому. На второй избирательной баллотировке, Пачелли получил ещё пять голосов, достигая общего количества 40.

## Выбор Пачелли
Фаворитом конклава был государственный секретарь Ватикана и камерленго Римско-католической церкви кардинал Эудженио Пачелли. Ещё при жизни Пия XI его называли «дофином», «кронпринцем», «престонаследником». Говорили, что Пий XI, как то сказал, что он готов отречься от папства, если будет уверен, что папой станет именно Пачелли, так как кардинал Пачелли был папабилем. Конклав, который начался 2 марта 1939 года, оказался одним из самых коротких. Меньше чем через сутки кардинал-государственный секретарь и кардинал-камерленго Эудженио Пачелли был выбран папой римским и взял коронационное имя Пий XII, в честь предшественника.

## Прогнозы
Ясно одно, в условиях назревающей войны, кардиналы остановили выбор на блестящем и ловком дипломате, который должен был как опытный кормчий вывести церковный корабль их назревавшей бури. Действительно, Пачелли имел за плечами огромную дипломатическую карьеру, нунций в Баварии и Германии, государственный секретарь Ватикана. В бытность государственным секретарём, новый папа много путешествовал, и установил много полезных и хороших связей.

## Детали Конклава 1939 года
| Продолжительность  | 2 дня               |
| Число баллотировок | 3                   |
| Выборщики          | 62                  |
| ------------------ | ------------------- |
| Африка             | 0                   |
| Латинская Америка  | 2                   |
| Северная Америка   | 4                   |
| Азия               | 1                   |
| Европа             | 55                  |
| Океания            | 0                   |
| Итальянцы          | 35                  |
| СКОНЧАВШИЙСЯ ПАПА  | ПИЙ XI (1922—1939)  |
| НОВЫЙ ПАПА         | ПИЙ XII (1939—1958) |

## Цели после избрания
После своего избрания, Пий XII внёс в список три цели римского папы.
1. Новый перевод псалмов, ежедневно читаемый в качестве молитвы монашествующими и священниками, для духовенства, чтобы лучше оценить красоту и богатство Ветхого Завета. Этот перевод был закончен в 1945 году.
2. Определение догмата о Вознесении Девы Марии. Это потребовало многочисленные изучения в историю Церкви и консультации с епископатом во всём мире. Догмат был объявлен в ноябре 1950 года.
3. Увеличенные археологические раскопки под базиликой Святого Петра в Риме, чтобы определить, был ли Святой Пётр фактически захоронен там, или подвергалась ли Церковь в течение больше чем 1500 лет набожному заблуждению. Это было спорным вопросом, из-за реальной возможности главного препятствия и технических соображений, проводить раскопки под главным алтарём, близко к колоннам папского алтаря Бернини и главной опоры купола Микеланджело.[4] Первые результаты относительно гробницы Святого Петра были изданы в 1950 году.[4]

## Интересные факты
- Конклав 1939 был самым коротким Конклавом XX века, таковой августовский Конклав 1978, оценивается вторым.
- Кардинал Эудженио Пачелли, возможный победитель, предположительно голосовал за кардинала Федерико Тедескини.
- В период перерыва после второй избирательной баллотировки, Пачелли перенёс падение вниз лестничного пролёта, но только ушибся.[2]
- Кардинал Эудженио Пачелли был избран папой Пием XII в свой день рождения - ему исполнилось 63 года.